# Stadio Marcelo Bielsa
Lo Stadio Marcelo Bielsa (in spagnolo Estadio Marcelo Bielsa), conosciuto fino al 22 settembre 2009 come Stadio Colosso del Parco (sp. Estadio El Coloso del Parque) pur non avendo ufficialmente alcuna denominazione ufficiale sino a quel momento, è uno stadio della città di Rosario, in Argentina.
È sede delle partite casalinghe del Newell's Old Boys. È situato all'interno del Parque de la Independencia.
Nel settembre 2009 è stato intitolato al noto allenatore rosarino Marcelo Bielsa, che iniziò la propria carriera nel mondo calcistico al Newell's Old Boys.